# Ермак, Роман Дмитриевич
Роман Дмитриевич Ермак (род. 12 апреля  2004, Темиртау, Казахстан) — казахстанский хоккеист, нападающий. Выступает в составе хоккейного клуба «Снежные барсы».

## Карьера
Воспитанник детско-юношеской спортивной школы «Барыс», где начинал свои выступления на уровне первенства России среди юношей 2004 года рождения по региону Сибирь — Дальний Восток. Трехкратный чемпион Республики Казахстан по хоккею среди команд игроков 2004 года рождения в составе команды «Барыс-2004». В 2020 году подписал свой первый профессиональный контракт с ХК «Барыс» и начал выступление за молодёжную команду «Снежные барсы» на уровне открытого чемпионата Республики Казахстан «Pro Hokei Ligasy».
В августе 2023 года был назначен капитаном молодежной команды «Снежные барсы».
Сезон 2023/24 начал с выступления за фарм-клуб «Снежные барсы» в МХЛ, после чего стал привлекаться к тренировкам с первой командой «Барыс» .
В сезоне 2022/23 защищал честь страны на международных первенствах в Норвегии, в молодёжной сборной Казахстана по хоккею до 20 лет, которая стала серебряным призёром молодёжного чемпионата Мира U-20 I дивизиона в группе «А», проходившего с 11 по 17 декабря 2022 года в норвежском Аскере.
В следующем сезоне 2023/2024 вместе с юниорской командой на МЧМ 2023 в группе A1 завоевал 1 место в качестве капитана сборной и вывел команду в элитный дивизион где в 2024 году команда проведет турнир в Канаде .